# Bill Walker (político estadounidense)
William M. Walker (nacido el 16 de abril de 1951) es un abogado y político estadounidense, que ejerce como el 11° gobernador de Alaska desde diciembre de 2014 a diciembre de 2018. Es el segundo gobernador nativo del estado, después de William A. Egan.
Nacido en Fairbanks, Alaska, hijo de Frances (de soltera Park) y del empresario Ed Walker, fue criado en Delta Junction y Valdez, Alaska. Obtuvo el título de abogado y se desempeñó como alcalde, concejal de la ciudad y abogado de la ciudad de Valdez y como asesor general de la Autoridad Gasline, del puerto de Alaska. Walker se postuló para gobernador de Alaska en la elección primaria del Partido Republicano en 2010, perdiendo con Sean Parnell.
Walker se presentó como independiente en la elección 2014, con la fusión de su campaña con la del candidato demócrata Byron Mallott, el cual se convirtió en su compañero de fórmula. Sus anteriores compañeros se retiraron de la carrera, y el binomio Walker / Mallott derrotó al compuesto por el gobernador Parnell y el exalcalde de Anchorage, Daniel A. Sullivan.
- Datos: Q18159074
- Multimedia: Bill Walker / Q18159074